# Petya Ivanova
Bolgarska koloraturna sopranistka Petya Ivanova se je leta 1999, po diplomi na Državni akademiji za glasbo v Sofiji, pridružila sofijski Državni operi, kjer je nastopila kot Rozina (Seviljski brivec), Lucija (Lucija Lammermoorska), Gilda (Rigoletto) in Oscar (Ples v maskah). Od leta 2002 je članica Opere in baleta SNG Maribor.
Prejela je številne nagrade na mednarodnih pevskih tekmovanjih: osvojila je tretje mesto na mednarodnem tekmovanju za mlade operne pevce Boris Hristov, drugo mesto na tekmovanju Iris Adami Corradetti v Padovi in prejela posebno nagrado bolgarskega državnega radia, je nagrajenka tekmovanja Rijeka belcanto, zmagala pa je tudi na tekmovanju Ondine Otte v Mariboru.
Leta 2001 jo je Festival Ljubljana pritegnil za vlogo Gilde v Verdijevem Rigolettu, sledilo pa je povabilo SNG Maribor za vlogo Musette v Puccinijevi La Bohème. Nagrada na tekmovanju Ondine Otte v Mariboru ji je omogočila redni angažma v Operi in baletu SNG Maribor, kjer je nastopila v vlogah Kraljice noči (Čarobna piščal), Kunegunde (Candide), Nannette (Falstaff), Olimpije (Hoffmannove pripovedke), Gilde (Rigoletto) in Lakmé (Lakmé). Leta 2008 bo v matičnem gledališču debitirala v vlogi Despine iz Mozartove opere Così fan tutte.
Leta 2002 je prejela povabilo glasbenega festivala Oder Atto II iz Oderza v Italiji, kjer je nastopila v Orffovi Carmina Burana in v Seviljskem brivcu.
Pomembnejši nastopi v sezoni 2005/06 vključujejo vlogo Lucije (Lucija Lammermoorska) v Splitu, Gilde v Državnem gledališču Schwerin v Nemčiji, Olimpije v Mariboru ter Zerline na splitskem poletnem festivalu. Leta 2007 je v vlogi Lucije nastopila v gledališču Aalto v Essnu in Bonnu. Aprila je nastopila na gala koncertu Glasbenega festivala Osaka, čaka pa jo gostovanje v Belgiji, kjer bo nastopila v vlogi Kraljice noči (W. A. Mozart, Čarobna piščal), kot tudi vloga Gilde v Celovcu.
Petya Ivanova nastopa kot koncertna pevka v Franciji, Belgiji, Italiji, Bolgariji, Bosni in Hercegovini in na Finskem ter seveda po Sloveniji, njen repertoar pa obsega tudi redko slišana dela, denimo Respighijev Slavospev Kristusovemu rojstvu (Lauda per la Natività del Signore), Glierov Koncert za koloraturni sopran in orkester, Mozartov motet Spokorjeni David in Como cievra Sedienta Arva Pärta. Sodelovala je pri snemanjih Slavčka I. Stravinskega, Lakmé L. Delibesa in Semiramide G. Rossinija za radio in televizijo. Redno nastopa na Splitskih poletnih igrah in na Šalapinovem festivalu v Rusiji.
Petya Ivanova Official Site Arhivirano 2014-01-09 na Wayback Machine.